# Canale 6
Canale 6 è stata una rete televisiva regionale lombarda, con sede a Milano. È stata la terza rete del gruppo Mediapason.

## Storia

### Gli esordi
L'emittente nacque nel 1977 con il nome di TVM 66, cioè Tivù Milano 66, derivato dal numero della principale frequenza UHF di trasmissione, succedendo nell'esercizio canale alla Tele Radio Comunità Milanesi. La società editrice della stazione era Tele Milano Libera. Alla nascita gli studi erano in corso di Porta Romana 36. L'emittente divenne presto l'espressione televisiva della diocesi di Milano.
Il 18 dicembre 1981 la denominazione divenne Canale 6 - TVM 66, e dal 1982 venne introdotto il vero e proprio logo in video (in precedenza vi era, come da tradizione per la stragrande maggioranza delle TV private, l'identificativo scritto con una titolatrice elettronica). Nel 1983 l'originario nome TVM 66 sparì e rimase semplicemente Canale 6.
Nel periodo in cui la proprietà è riconducibile alla Diocesi di Milano, l'emittente fonda la propria campagna pubblicitaria sullo slogan "Canale 6: la sintonia della famiglia". Fra i programmi più importanti di Canale 6 possiamo ricordare:
- Antenne televisive come e perché, un inusuale appuntamento con un gruppo di antennisti milanesi che illustrava al pubblico televisivo come meglio ricevere le tv locali in pieno boom delle stesse
- Aperitivo in si bemolle condotto dalla cantante Noris De Stefani
- Grappeggia Show
- Il Caffè
- Il Sole a mezzanotte, una rubrica condotta da Paolo Mosca
- Per chi suona la campanella, condotto da Franco Romeo

### L'accordo con Pan TV
Il 30 settembre 1986 Canale 6 venne ceduta ad Angelo Mascheroni, già proprietario di Tele Monte Penice, che la destinò alla creazione del network Pan TV. Fallita l'esperienza di Pan TV, Tele Inform 80 cedette la rete all'emittente Telelombardia.
Da notare che nel 1985 il solo canale UHF 32 (ceduto da Tele Capo Nord nel 1983) venne dedicato alla ripetizione di Telemontecarlo, pur mantenendo anche il logo di Canale 6 in sovraimpressione. Curiosamente, però, quando TMC terminava le trasmissioni, tale canale ripeteva la normale Canale 6 dei canali UHF 66 e 54. Nell'estate 1990, con la Legge Mammì, tale impianto venne definitivamente ceduto all'emittente monegasca.

### Il passaggio a Telelombardia
Sul finire degli anni ottanta la proprietà passa a Salvatore Ligresti, allora proprietario di Telelombardia. Canale 6 si orienta sulle televendite e alcune frequenze vengono alienate a Tv7 Pathè fino al fallimento del gruppo nel 1992. Con la bancarotta di Tv7 Pathè, Canale 6 riottenne, attraverso una procedura giudiziaria, i canali precedentemente ceduti.

### Il ritorno alla denominazione originale
A metà degli anni novanta Sandro Parenzo acquistò da Ligresti Telelombardia e continuò a tener vivo Canale 6. In questo periodo il canale fu rete di televendite e relay di network quali Supersix e TivuItalia.
L'editore successivamente si convinse a trasmettere oltre alle televendite alcuni programmi di intrattenimento: ciò ha portato alla trasmissione delle repliche di Tuttaunaltramusica, Festa in piazza, Ballo in piazza e Terra italiana, quindi alla nascita di nuovi programmi come Cà mia, condotto da Roberto Poletti, Musica in famiglia, presentato da Fausto Fulgoni, Tradizioni lombarde, di Oscar Taboni, Casa Musiani, avente per protagonisti Enrico e Sabrina Musiani, Piano Bar, con Anna Delliponti, e il teatro de I Legnanesi.

### Gli ultimi anni
Con l'acquisizione di Telelombardia da parte del Gruppo Mediapason, anche Canale 6 entra a far parte del nuovo gruppo.
Dal 21 novembre 2011 l'editore decide di cancellare il palinsesto di Canale 6 e di fargli ripetere 24 ore su 24 il nuovo canale Top Gusto Lombardia.
Con il passaggio al digitale terrestre, Canale 6 passa dal canale 66 UHF al canale 35 UHF, esercito dalle postazioni in isofrequenza di Monte Calenzone (Pavia) e di via Colico (Milano), con la trasmissione di un multiplex che include anche i canali di Telelombardia, Antennatre, Milanow e Top Calcio 24. Successivamente, in seguito alla riassegnazione del piano delle frequenze, la frequenza viene soppressa, così le trasmissioni di "Top Gusto Lombardia - Canale 6" avvengono all'interno del multiplex di Telelombardia.
Con la chiusura di Top Gusto Lombardia, dal 27 dicembre 2017 l'emittente ripete la rete sportiva Top Planet, incentrata sulla Juventus.
Nel mese di marzo del 2022, a causa della riduzione delle frequenze digitali per la liberazione della banda 700 MHz, Canale 6 viene chiuso. I contenuti di Top Planet trasmessi vengono da allora veicolati su Videogruppo Piemonte e Top Calcio 24, altre emittenti a capo del. Gruppo Mediapason.